# Březňák

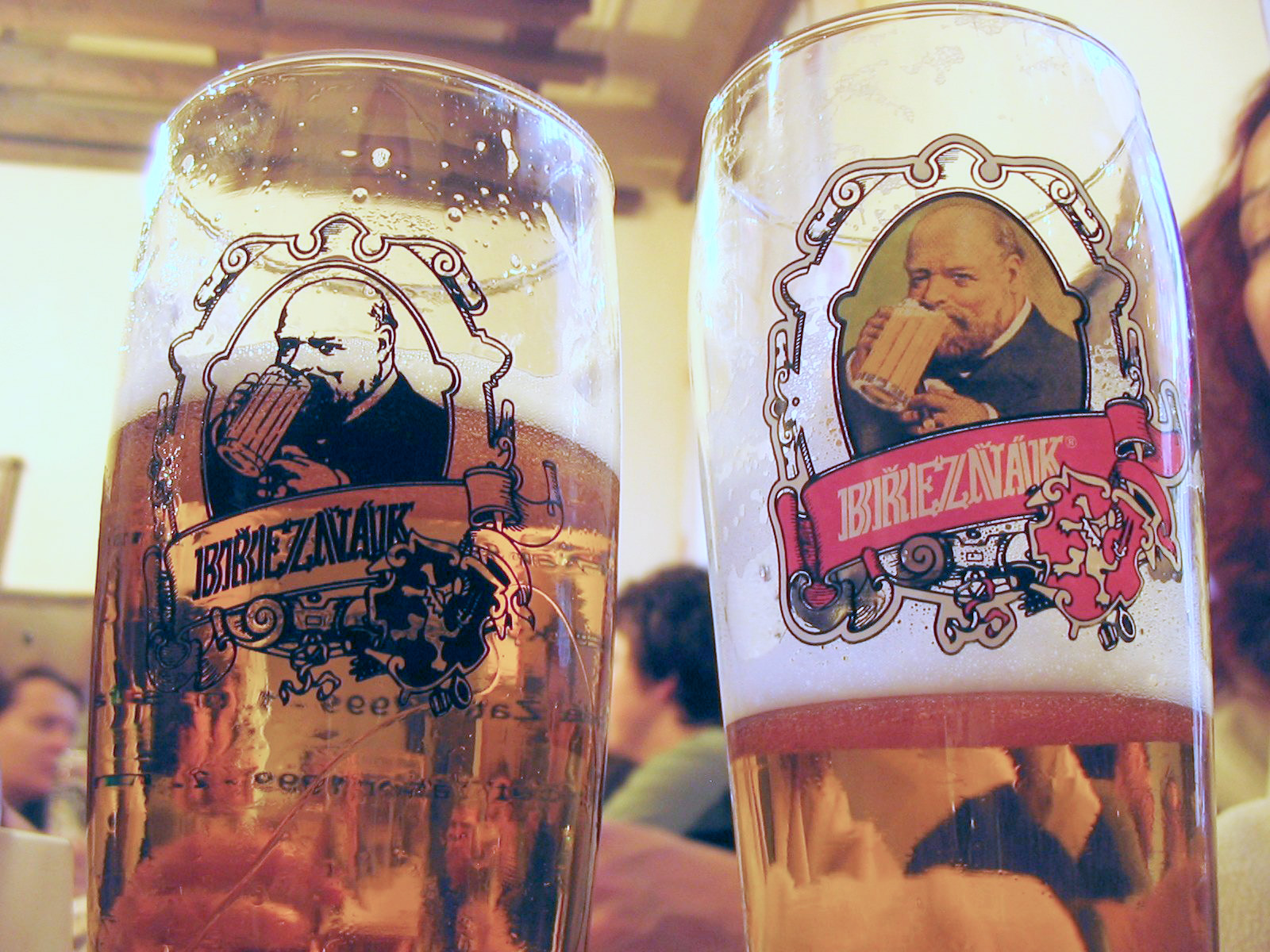
Březňák-Bier

Bierglas Breznak

Březňák (bis 1945: Großpriesener Urbräu) ist eine tschechische Biermarke der Heineken Česká republika, die von der im Jahre 1753 errichteten Brauerei in Velké Březno (deutsch Großpriesen) in Nordböhmen produziert wurde. Heute werden die als Březňák (gleichzeitig das Wort für Märzenbier, von březen, ,März‘) vertriebenen Biersorten vorwiegend in der Brauerei Krušovice gebraut. In Deutschland wurde das Bier bis Ende 2022 von der Drinks Union Deutschland GmbH vertrieben.

## Sorten
Von Březňák sind in Deutschland drei Sorten bekannt: Pilsener, Bernstein und Schwarzbier. Březňák Original Böhmisch Premium Pils zeichnet sich durch eine Stammwürze von 11,9 °P aus. Sein Alkoholgehalt beträgt 5,1 %. Es besitzt 174/42 kJ/kcal Nährwert auf 100 ml. Das Schwarzbier von Březňák hat eine Stammwürze von 9,7 °P und einen Alkoholgehalt von 3,8 %. Der Nährwert des Schwarzbiers beträgt 145/35 kJ/kcal auf 100 ml. Das Březňák Bernstein war ein Vollbier mit einer Stammwürze von 12 °P und einem Alkoholgehalt von 5,1 %. Das Vollbier wird nicht mehr hergestellt. In den 2010er-Jahren wurde das 1933 erstmals gebraute Märzenbier Březňák Originální Märzen wieder eingeführt.

## Geschichte

Brauerei-Gebäude in Velke Brezno

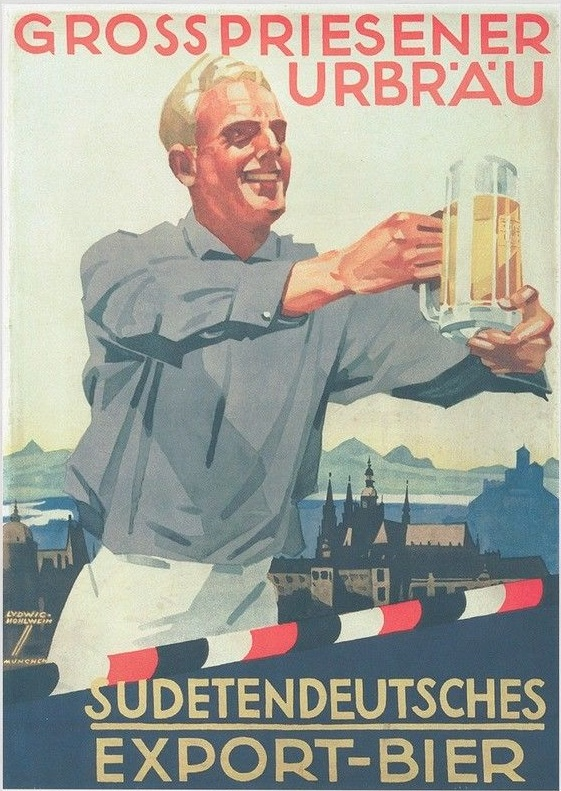
Plakatwerbung aus den 1930er-Jahren von Ludwig Hohlwein

Bereits seit 1606 ist in Großpriesen (Velké Březno) die Existenz einer Brauerei durch einen Kaufvertrag belegt. 1753 errichtete Ferdinand Bonaventura Graf von Harrach einen Meierhof und die Brauerei „Großpriesener“. Um 1900 stellte die Brauerei 18 Biersorten her. 1907 verkaufte sie 77.000 hl in den USA, Afrika, Südamerika und Europa. 1910 war die Brauerei Lieferant des britischen House of Lords. 1942 lieferte sie Bier für Erwin Rommels Afrikakorps. 1945 wurde die Brauerei konfisziert und unter Nationalverwaltung gestellt. 1992 erfolgte nach Zusammenbruch der sozialistischen Wirtschafts- und Gesellschaftsordnung die Privatisierung. 1998 wurde die Brauerei durch die Drinks Union AG übernommen. Seit 2003 werden pro Jahr etwa 200.000 hl Schank-, Lager- und Spezialbier hergestellt und verkauft. 2017 wurde ein neues Flaschenetikett und Kronkorkendesign eingeführt.
Im Jahre 2002 wurde Březňák unter den hellen Bieren mit dem Titel Bier der Tschechischen Republik ausgezeichnet.

## Viktor Cibich

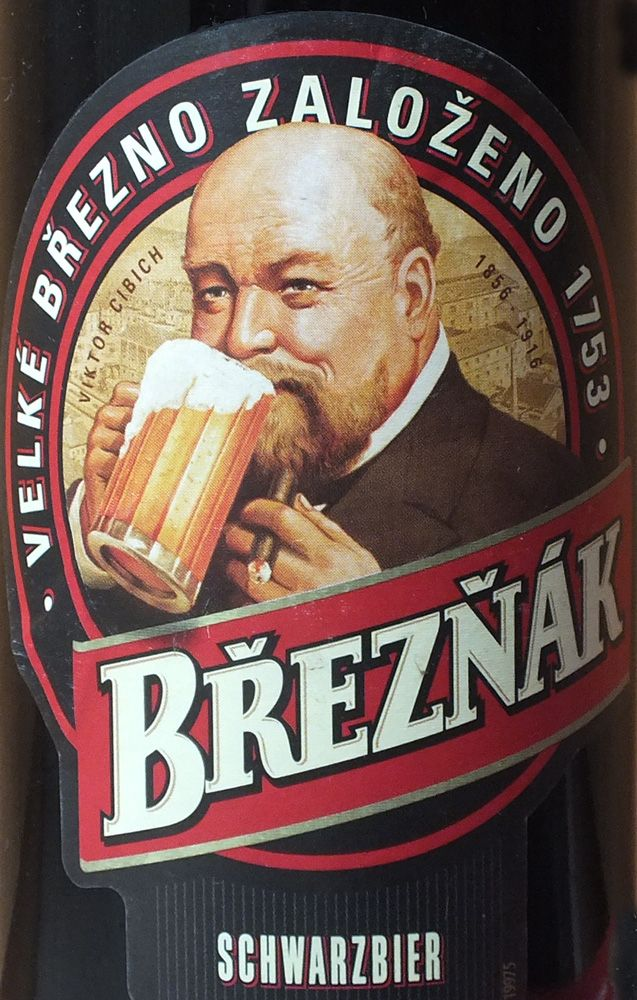
Viktor Cibich

Das Markenzeichen Viktor Cibich (auch Victor Cibich, * 11. Dezember 1856 in Hustopeče (deutsch Auspitz); † 25. Januar 1916 in Velké Březno) war Bahnhofsvorsteher in Großpriesen (heute: Velké Březno) und Bierliebhaber. 1906 gestattete er der Brauerei in Großpriesen, sein Porträt zu Werbezwecken zu verwenden. Sein Bild erscheint bis heute auf Bieretiketten, Biergläsern und Werbemitteln der Brauerei Březňák. Als Entschädigung erhielt Cibich eine lebenslange „Rente“ in Form von 30 Bieren pro Woche in der Gaststätte Tivoli in Großpriesen – wohl einer der ersten Werbeverträge.
Als Ende der 1940er-Jahre das Markenzeichen des Etiketts auslief, verwenden auch andere Brauereien in verschiedenen Ländern sein Bild. Es wird angenommen, dass er mit geschätzten 2,5 Milliarden Bildern der am häufigsten abgebildete Mensch aus dem Gebiet des heutigen Tschechiens ist. 2010 wurde in Ústí nad Labem zu Ehren Cibichs die akademische Tischgesellschaft Collegium Cibium gegründet.